# جوليا بيري
جوليا بيري (بالإنجليزية: Julia Perry)‏ هي عالمة موسيقى وملحنة أمريكية، ولدت في 25 مارس 1924 في ليكسينغتون في الولايات المتحدة، وتوفيت في 29 أبريل 1979.

## وصلات خارجية
- جوليا بيري على موقع ميوزك برينز (الإنجليزية)
- جوليا بيري على موقع ديسكوغز (الإنجليزية)